# Georges Tassani
Georges Tassani, né à Lyon le 16 février 1922 et mort le 1er septembre 2009 à Villeurbanne, est un résistant français.

## Histoire
Réquisitionné début 1943 pour les STO, il intègre la résistance au sein du maquis de Villechenève puis le réseau Charette, sous les pseudonymes de Georges Tessier et Jim. Il est alors chargé de la distribution des tracts, messages, fabrication de faux papiers et transport d'armes.
Il est arrêté par la Gestapo le 31 mars 1944 avec Jean Nallit lors d'une livraison de faux documents puis interrogé et torturé dans les sous-sols de l'école de santé des armées. Il est transféré à la prison Montluc avant d'être déporté au camp de Buchenwald puis à celui de Dora. Il transitera ensuite par les camps d'Ellrich, de Wied, de Harzungen et Bergen-Belsen. Il sera libéré de ce dernier camp par les alliés le 15 avril 1945 avant de retourner en France.
Il est à l'origine du sauvetage du site de la prison Montluc et de la création du Mémorial de Montluc.
Il décède le 1er septembre 2009 à Villeurbanne.

## Décorations
Il fut président des associations « Les Rescapés de Montluc » ( ARM ) et "La Journée de la Résistance" jusqu'à son décès.
Il est décoré Commandeur de la Légion d'Honneur en 2005.